# Банис, Юрас
Ю́рас Ба́нис (лит. Jūras Banys; 30 декабря 1962, Вильнюс) — литовский физик, хабилитированный доктор наук, профессор; действительный член Академии наук Литвы; проректор Вильнюсского университета (с 2007 года), исполняющий обязанности ректора Вильнюсского университета с 9 октября 2012 года до 1 апреля 2015 года.

## Биография
Окончил Вильнюсскую 9-ю среднюю школу. В 1985 году окончил физический факультет Вильнюсского университета. В 1990 году в Вильнюсском университете защитил докторскую диссертацию «Микроволновые исследования сегнетоэлектрических мягких мод в полупроводниковых кристаллах TLB m C2 vi» („Puslaidininkinių kristalų TIB C minkštųjų segnetoelektrinių modų mikrobangiai tyrimai“). В 2000 году там же защитил хабилитационную диссертацию „Fazinių virsmų TiGaSe2 tipo chalkogeniduose, maišytuose betaino fosfato/betaino fosfito kristaluose ir CaMoO4 tipo kristaluose radio- ir mikrobangė spektroskopija“.
С 1985 года преподаватель Вильнюсского университета, с 2000 года доцент. С 1999 года заведующий лаборатории диэлектрической спектроскопии фазовых переходов при кафедре радиофизики физического факультета.
Работал в Оксфордском и Лейпцигском университетах.
В 2003 — 2007 годах был деканом физического факультета Вильнюсского университета, с 2007 года — проректор по научной части. С 2011 года действительный член Академии наук Литвы.
9 октября 2012 года Сенат Вильнюсского университета назначил временно исполняющим обязанности ректора («за» 62 голоса, «против» 10, 4 бюллетеня признаны недействительными). Во время выборов ректора 12 марта 2015 года, в которых участвовал, вместе с четырьмя другими кандидатами, Юрас Банис, Совет Вильнюсского университета избрал ректором профессора физика Артураса Жукаускаса, который вступил в должность в апреле того же года. Банис на общем собрании членов Академии наук Литвы 24 октября 2017 года был избран на четырёхлетний срок президентом Академии .

## Награды и звания
- Офицер ордена Великого князя Литовского Гядиминаса (2020)
- Научная премия Литвы (2002) за цикл работ (совместно с Саулюсом Лапинскисом и Эвалдасом Торнау)[8].
- Премия Балтийской ассамблеи в области науки (2019).